# カッサッコ
カッサッコ（伊: Cassacco; フリウリ語: Cjassà）は、イタリア共和国フリウリ＝ヴェネツィア・ジュリア州ウーディネ県にある、人口約2,800人の基礎自治体（コムーネ）。

## 地理

### 位置・広がり

#### 隣接コムーネ
隣接するコムーネは以下の通り。
- コッロレード・ディ・モンテ・アルバーノ
- マニャーノ・イン・リヴィエーラ
- タルチェント
- トレッポ・グランデ
- トリチェージモ

### 気候分類・地震分類
カッサッコにおけるイタリアの気候分類 (it) および度日は、zona E, 2415 GGである。
また、イタリアの地震リスク階級 (it) では、zona 2 (sismicità media) に分類される。

## 行政

### 分離集落
カッサッコには、以下の分離集落（フラツィオーネ）がある。
- Conoglano, Martinazzo, Montegnacco, Raspano

## 姉妹都市
- Glanegg、オーストリア 1997年